# Tournoi des Cinq Nations 1951
Navigation
Tournoi 1950 Tournoi 1952
Le Tournoi des Cinq Nations 1951 (du 13 janvier au 7 avril 1951) voit la victoire de l'Irlande qui réalise un rare Petit Chelem. La France termine deuxième, seulement battue par l'Irlande et celle-ci manque le Grand Chelem à cause d'un match nul face au pays de Galles.

## Le classement
| Rang | Nation             | J | V | N | D | PP | PC | Δ   | Pts |
| ---- | ------------------ | - | - | - | - | -- | -- | --- | --- |
| 1    | Irlande            | 4 | 3 | 1 | 0 | 21 | 16 | 0+5 | 7   |
| 2    | France             | 4 | 3 | 0 | 1 | 41 | 27 | +14 | 6   |
| 3    | Pays de Galles (T) | 4 | 1 | 1 | 2 | 29 | 35 | 0-6 | 3   |
| 4    | Écosse             | 4 | 1 | 0 | 3 | 39 | 25 | +14 | 2   |
| 4    | Angleterre         | 4 | 1 | 0 | 3 | 13 | 40 | -27 | 2   |

- LÉGENDE :

J matches joués, V victoires, N matches nuls, D défaites,

PP points marqués, PC points encaissés, Δ différence de points PP-PC,

Pts points de classement (2 points pour une victoire, 1 point en cas de match nul, rien pour une défaite),

T Tenant du titre.
- Vainqueure du Tournoi, l'Irlande a la meilleure défense, la France, deuxième, la meilleure attaque. Enfin, la meilleure différence de points est réalisée conjointement par la France et l'Écosse (celle-ci dernière ex aequo de la compétition).

## Résultats
Tous les matches ont lieu un samedi sur neuf dates :
| Colombes, 13 janvier 1951  | France         | 14 - 12 | Écosse         |
| Swansea, 20 janvier 1951   | Pays de Galles | 23 - 5  | Angleterre     |
| Dublin, 27 janvier 1951    | Irlande        | 09 - 8  | France         |
| Édimbourg, 3 février 1951  | Écosse         | 19 - 0  | Pays de Galles |
| Dublin, 10 février 1951    | Irlande        | 03 - 0  | Angleterre     |
| Londres, 24 février 1951   | Angleterre     | 03 - 11 | France         |
| Édimbourg, 24 février 1951 | Écosse         | 05 - 6  | Irlande        |
| Cardiff, 10 mars 1951      | Pays de Galles | 03 - 3  | Irlande        |
| Londres, 17 mars 1951      | Angleterre     | 05 - 3  | Écosse         |
| Colombes, 7 avril 1951     | France         | 08 - 3  | Pays de Galles |

## Les matches de la France
Feuilles des matches de la France :

### France - Écosse
Première victoire de la France face à l'Écosse depuis 1947 :
| 13 janvier 1951 Beau temps | France                                                                            | 14 - 12 (6-6) | Écosse                                     | Stade Yves-du-Manoir, Colombes Bon terrain 35 000 spectateurs Arbitre : T Pearce |
| 13 janvier 1951 Beau temps | Essai(s) : 2 Mias Porthault Transformation(s) : 1/2 J Prat Pénalité(s) : 2 J Prat |               | Essai(s) : 2 D Rose Pénalité(s) : 2 T Gray | Stade Yves-du-Manoir, Colombes Bon terrain 35 000 spectateurs Arbitre : T Pearce |
| 13 janvier 1951 Beau temps |                                                                                   |               |                                            | Stade Yves-du-Manoir, Colombes Bon terrain 35 000 spectateurs Arbitre : T Pearce |

### Irlande - France
Première victoire des celtes face aux Gaulois depuis 1948 :
| 27 janvier 1951 Beau temps ensoleillé. | Irlande                                                    | 9 - 8 (3-3) | France                                                     | Lansdowne Road, Dublin Pelouse excellente 45 000 spectateurs Arbitre : T Pearce |
| 27 janvier 1951 Beau temps ensoleillé. | Essai(s) : 2 J Nelson T Clifford Pénalité(s) : N Henderson |             | Essai(s) : 2 Olive Matheu Transformation(s) : 1/2 Bertrand | Lansdowne Road, Dublin Pelouse excellente 45 000 spectateurs Arbitre : T Pearce |
| 27 janvier 1951 Beau temps ensoleillé. |                                                            |             |                                                            | Lansdowne Road, Dublin Pelouse excellente 45 000 spectateurs Arbitre : T Pearce |

### Angleterre - France
Pour la première fois, la France bat l'Angleterre à Twickenham, 24 ans après l'avoir réalisé au stade de Colombes :
| 24 février 1951 Temps gris | Angleterre                | 3 - 11 (3-5) | France                                                                                      | Twickenham, Londres Terrain gras 56 000 spectateurs Arbitre : N Llevelyn (pays de Galles) |
| 24 février 1951 Temps gris | Essai(s) : B Boobbyer 26e |              | Essai(s) : 2 Basquet 31e J Prat 60e Transformation(s) : 1/2 J Prat 31e Drop(s) : J Prat 74e | Twickenham, Londres Terrain gras 56 000 spectateurs Arbitre : N Llevelyn (pays de Galles) |
| 24 février 1951 Temps gris |                           |              |                                                                                             | Twickenham, Londres Terrain gras 56 000 spectateurs Arbitre : N Llevelyn (pays de Galles) |

### France - pays de Galles
La France bat son hôte pour la seconde fois consécutive à domicile :
| 7 avril 1951 Averse puis soleil. | France                                                              | 8 - 3 (0-3) | Pays de Galles     | Stade Yves-du-Manoir, Colombes Bon terrain 36 680 spectateurs Arbitre : J Dowling |
| 7 avril 1951 Averse puis soleil. | Essai(s) : Alvarez Transformation(s) : J Prat Pénalité(s) : Alvarez |             | Essai(s) : K Jones | Stade Yves-du-Manoir, Colombes Bon terrain 36 680 spectateurs Arbitre : J Dowling |
| 7 avril 1951 Averse puis soleil. |                                                                     |             |                    | Stade Yves-du-Manoir, Colombes Bon terrain 36 680 spectateurs Arbitre : J Dowling |

## Sources et références
1. ↑  Pierre Salviac et Roger Couderc (préfacier), LE TOURNOI DES 5 NATIONS : 1910-1980 Tous les matches·Tous les résultats·Tous les joueurs, Fernand Nathan, 1981, 102 p., p. 70 et 71.
2. ↑  « Le Quinze de France peut gagner le Tournoi », L'Équipe Hors-série, no 6H : La Légende des Bleus en quinze matches,‎ février-mars 2016, p. 8 et 9. (ISSN 0153-1069)